# Holcoglossum amesianum
Muitas plantas são capazes de fertilizar a si mesmas, mas biólogos chineses acabam de descobrir uma flor que vai um pouco além disso. A orquídea Holcoglossum amesianum, que floresce em regiões muito secas e sem ventos, desafia a gravidade para adaptar a parte masculina de sua flor ao formato necessário à fertilização de sua parte feminina.
A flor consegue fazer isso sem a ajuda de fluidos viscosos ou outros métodos tipicamente usados na autofecundação de plantas para garantir que o pólen alcance a célula sexual feminina. Por isso, concluíram Lai Qiang Huang e sua equipe em comunicação à revista Nature, o método recém-descoberto de polinização usado pela orquídea é inteiramente novo.
O grupo estudou mais de 1900 flores dessa espécie, que cresce em troncos de árvore na província de Yunnan, na China, e floresce durante o período mais seco e sem ventos do ano, entre os meses de fevereiro e abril. As flores não produzem odor ou néctar e os pesquisadores não acharam indícios de polinização feita por insetos ou vento. Constataram que o filete onde ficam armazenados os grãos de pólen realiza um movimento improvável de rotação para se inserir na cavidade onde a fertilização ocorre. Essa relação sexual é tão exclusiva que cada flor transfere pólen apenas para si própria e nunca para outras flores da mesma planta.